# Offshore-Windpark Seagreen
Seagreen ist ein Offshore-Windpark in der Ausschließlichen Wirtschaftszone des Vereinigten Königreiches in der westlichen Nordsee, 27 bis 58 km vor der Küste des schottischen Angus.

## Entwicklung
Im September 2019 erhielt die Seagreen Wind Energy Limited, eine Betreibergesellschaft von SSE Renewables, den Zuschlag für eine Einspeisevergütung von 41,61 £ pro Megawattstunde über 15 Jahre für 48 Anlagen (454 MW). Im Jahr 2020 verkaufte SEE Renewables 51 % am Windpark an TotalEnergies.
Im August 2022 wurde erstmals Strom aus der Anlage ins Netz gespeist. Die erste Ausbaustufe mit einer Nennleistung von 1075 MW – 114 Windenergieanlagen des Typs MHI Vestas V164-10 MW auf Jackets mit Bucket-Fundamenten – ist seit Oktober 2023 vollständig in Betrieb. Die Umsetzung kostete 3 Milliarden Pfund. Aufgrund günstiger Winde können bis zu 5 TWh Strom pro Jahr erzeugt werden.
Das Projekt war ursprünglich mit 150 Anlagen geplant. Durch die Verwendung größerer Generatoren konnte jedoch die gleiche Leistung mit nur 114 Anlagen erzielt werden. Eine Erweiterung des Windparks um die 36 nicht gebauten Windräder wird nach Abschluss der ersten Ausbaustufe geprüft.

## Kritik
Die Royal Society for the Protection of Birds (RSPB) erreichte 2016 die gerichtliche Feststellung der Erhaltungswürdigkeit des Gebietes für Seevögel. Die Baugenehmigung wurde jedoch im November 2017 bestätigt.